# Arthur Bayley
Arthur Wellesley Bayley (* 28. März 1865 in Newbridge, Victoria; † 29. Oktober 1896 in Avenel) war ein Goldsucher, der mit William Ford das Goldfeld von Coolgardie in Western Australia entdeckte.
Er war der Sohn von John Bayley, ein Metzger, und seiner Frau Rosanna, geborene Williams. Er ging an der Rupanyup State School von 1875 bis 1882 zum Unterricht. Bereits im Alter von 16 Jahren nahm er an einer Goldsuche mit seinem Bruder teil. Er traf später auf dieser Suche mit seinem Partner William Ford in Croydon zusammen. Als er 1887 Perth erreichte, ging er nach Southern Cross, wo er in Minen arbeitete.
Nach mehreren anderen fehlgeschlagenen Goldexpeditionen erreichten Baley und Ford den Gnarlbine Rock auf dem Hunt-Track und als sie in das Gebiet von Coolgardie kamen, begannen sie mit ihrer Goldsuche, und William Ford machte seinen ersten Goldfund bei dem Ort, der Fly Flat genannt wird, gegen Ende August 1892.
Bayley ging nach Southern Cross zurück und lieferte 554 Unzen Gold (15,7 kg) am 17. September ab und meldete den Claim an. Zwei Monate später, in der Mitte des Novembers, waren bereits einige Hundert Goldsucher auf dem Goldfeld. Bayley und Ford hatten sich das erforderliche Wasser zum Goldschürfen von den Felsen 20 Kilometer westlich beim Gnarlbine Rock und aus einer zwölf Kilometer entfernten Wasserstelle besorgt. Wasser wurde so wertvoll wie Gold. Dieses Goldfeld wurde erst im Jahre 1903 mit ausreichend Wasser durch die Golden Pipeline versorgt.
Bayley und Ford verkauften ihren Claim in den späten 1892er oder frühen 1893er Jahren für £36,000 und einer 4.000 Beteiligung an der neuen Gesellschaft. Aus diesem Feld wurden in 70 Jahren bis zur Schließung 500.000 Unzen Gold gefördert.
Am 24. Mai heiratete Bayley Catherine, geborene Fagan, und kehrte nach Victoria im Jahre 1894 zurück. Er kaufte eine Farm bei Avenel, die sein Bruder verwaltete. Er starb an Hepatitis und Hämatemesis am 29. Oktober 1896.